# 삼일로 (안산시)
삼일로(Samil-ro)는 경기도 안산시 단원구 신길동에서 상록구 부곡동성포IC사거리를 잇는 도로이다.

## 주요 경유지
경기도
- 안산시 단원구 (신길동 . 원곡동 . 선부동 . 와동 . 고잔동) - 상록구 (월피동 . 성포동 . 부곡동)

## 노선 경로
| 이름                                          | 접속 노선                | 경유지 | 경유지                 | 경유지      | 비고 |
| --------------------------------------------- | ------------------------ | ------ | ---------------------- | ----------- | ---- |
| (이릉없음)                                    | 국도 제39호선 (중앙대로) | 안산시 | 단원구                 | 신길동      |      |
| 신길주공단지사거리                            | 삼일로1길                | 안산시 | 단원구                 | 신길동      |      |
| 신길초교삼거리                                | 새뿔길                   | 안산시 | 단원구                 | 신길동      |      |
| 신길소방서사거리                              | 도일로                   | 안산시 | 단원구                 | 신길동      |      |
| (이름없음)                                    | 국도 제39호선 (산단로)   | 안산시 | 단원구                 | 신길동      |      |
| (이름없음)                                    | 부부로                   | 안산시 | 단원구                 | 신길동      |      |
| 원곡기숙사사거리                              | 신천로                   | 안산시 | 단원구                 | 원곡동      |      |
| 관산중학교삼거리                              | 화랑로                   | 안산시 | 단원구                 | 원곡동      |      |
| 근청아파트입구삼거리                          | 선부로                   | 안산시 | 단원구                 | 원곡동      |      |
| 선부1동행정복지센터사거리                     | 선부광장서로             | 안산시 | 단원구                 | 선부동      |      |
| 차량등록사업소서 사거리                       | 선부광장1로              | 안산시 | 단원구                 | 선부동      |      |
| 차량등록사업소동 사거리                       | 선부광장로               | 안산시 | 단원구                 | 선부동      |      |
| 선부지구대삼거리                              | 선부광장남로             | 안산시 | 단원구                 | 선부동      |      |
| 선부역                                        | 선부광장로               | 안산시 | 단원구                 | 선부동      |      |
| (이릉없음)                                    | 화정천서로               | 안산시 | 단원구                 | 선부동      |      |
| 화정3교                                       |                          | 안산시 | 단원구                 | 선부동      |      |
|                                               | 와동                     | 안산시 | 단원구                 |             |      |
| 강서고교사거리                                | 화정천동로               | 안산시 | 단원구                 |             |      |
| 중앙주유소사거리                              | 와동1로 화정로           | 안산시 | 단원구                 |             |      |
| 삼성빌라삼거리                                | 와동로                   | 안산시 | 단원구                 | 고잔동      |      |
| 충요입구삼거리                                | 적금로                   | 안산시 | 단원구                 | 고잔동      |      |
| 21세기 병원앞교차로                           | 보화로                   | 안산시 | 단원구                 | 고잔동      |      |
| 덕성초교삼거리                                | 예술대학로               | 안산시 | 단원구                 | 고잔동      |      |
| 큰고개                                        |                          | 안산시 | 단원구                 | 고잔동      |      |
| (안산농협사거리)(서) (월피광장앞사거리(동)    | 예술광장로               | 안산시 | 단원구                 | 고잔동      |      |
| 주공7단지사거리                               | 안산천서로               | 안산시 | 단원구                 | 고잔동      |      |
| 안산4교                                       |                          | 안산시 | 단원구                 | 고잔동      |      |
|                                               | 상록구                   | 안산시 | 월피동                 |             |      |
| (이름없음)                                    | 상록구                   | 안산시 | 월피동                 | 안산천동로  |      |
| 다농사거리                                    | 상록구                   | 안산시 | 월피동                 | 예술광장1로 |      |
| (안산농협사거리)(서) (월피광장앞사거리)(동편) | 상록구                   | 안산시 | 예술광장로             | 성포동      |      |
| 국민건강보험사거리                            | 상록구                   | 안산시 | 예술광장1로            | 성포동      |      |
| 노적봉사거리                                  | 상록구                   | 안산시 | 충장로                 | 성포동      |      |
| 예술공원사거리                                | 상록구                   | 안산시 | 예술광장1로            | 성포동      |      |
| 성포IC사거리                                  | 상록구                   | 안산시 | 국도 제42호선 (수인로) | 부곡동      |      |
| 성호로13길과 직결                             |                          |        |                        |             |      |

## 주요건물및 시설
- 신길119안전센터 (경기도 안산시 단원구 신길동삼일로 50)
- 현대오일뱅크 신길중앙주유소 현대중앙주유소 (경기도 안산시 단원구 신길동삼일로 57)
- 현대오일뱅크 삼정주유소 (경기도 안산시 단원구 원곡동삼일로 122)
- 쌍용자동차 안산단원전시장 (경기도 안산시 단원구 원곡동삼일로 128)
- 대신택배 안산원곡영업소 (경기도 안산시 단원구 원곡동삼일로 156)
- 관산중학교 (경기도 안산시 단원구 원곡동삼일로 184)
- 홈플러스 안산선부점 (경기도 안산시 단원구 선부동삼일로 316)
- 안산강서고등학교 (경기도 안산시 단원구 와동삼일로 367)
- SK텔레콤 플러스 대리점 본점 (경기도 안산시 단원구 와동삼일로 410)
- 단원신협 고잔지점 (경기도 안산시 단원구 고잔동삼일로 461)
- 파리바게트 안산고잔점 (경기도 안산시 단원구 고잔동삼일로 469)
- 국민건강보험공단 안산지사 (경기도 안산시 단원구 성포동삼일로 646)
- 경수초등학교 (경기도 안산시 단원구 성포동삼일로 670)
- 경수중학교 (경기도 안산시 단원구 성포동삼일로 670)
- 상록청소년수련관 (경기도 안산시 단원구 성포동삼일로 696)